# 大江戸隊
女子プロレス団体スターダムにて2015年から2024年まで活動したヒールユニット。
「H.A.T.E.」の源流となるユニットである。

## 歴史

### 2012年
- 9月30日、フリーとしてスターダムに参戦していた木村響子が、STARDOM 5★STAR GP決勝で愛川ゆず季と対戦するも敗れ準優勝。試合後、ヘイリー・ヘイトレッドを呼び込み、「木村モンスター軍」を結成。スターダム侵略を宣言する。
  - その後、クリス・ウルフなど外国人選手を中心に勢力を拡大していく。

### 2013年
- 11月、川崎葛飾最強伝説（カワカツ）を脱退した安川惡斗を木村が誘い、「対等タッグ」を結成。GODDESSES OF STARDOMに出場し、11月23日、同大会を制覇。この前後から、木村が安川をモンスター軍に勧誘するが、安川が断り続けるという状況が続く。

### 2014年
- 12月7日、甲状腺の悪化、および白内障の手術のため長期欠場をしていた安川が復帰。再び木村が勧誘を開始。

### 2015年
- 1月18日、後楽園ホールにて、木村からの執拗な勧誘に決着を付けるため、「モンスター軍加入orモンスター軍解散」を賭けた6人タッグマッチ（安川＆ヘイディ・ラブラス＆ドラゴニータ vs 木村＆ハドソン・インヴィ＆クリス・ウルフ）が行われ、木村組が勝利。それでもなお安川がモンスター軍入りを拒否したため、木村の提案により、この試合を行った6人で新ユニットをつくることを決定し、命名権を託された安川がユニット名を「大江戸隊」と命名、初代リーダーとなる。
- 同じく1月18日、負傷欠場となった宝城カイリに代わり、安川が岩谷麻優の持つワンダー・オブ・スターダム王座に挑戦。大江戸隊メンバーによる度重なる介入のアシストを受け、安川が勝利し、王座を戴冠。
- 2月22日、後楽園大会で、安川がワールド・オブ・スターダム王座チャンピオンであり、カワカツ時代の因縁もある世IV虎に挑戦するも、顔面を殴り合う壮絶な喧嘩マッチに発展し、顔面骨折の重傷を負いTKO負け（後にノーコンテストとの裁定が下る）。[3]
- 5月、木村が手首を骨折し長期欠場が発表される。既に欠場していた安川と合わせ、日本人選手が出場できない状況となる。また、初期メンバー6人のうち、ヘイディ・ラブラスとドラゴニータは既に帰国しており、ハドソン・インヴィとクリス・ウルフの2名しか稼働できない状況となり、ユニット結成から僅か数か月で存続の危機が囁かれる。
  - この状況を受け、サンダー・ロサ、スター・ファイアー、ニッキー・ストームを大江戸隊新メンバーとして立て続けにスターダムのリングにデビューさせる（ただし、スター・ファイアーとニッキー・ストームは数カ月間のみの在籍）
- 5月23日、後楽園大会において、大江戸隊に加入したばかりのスター・ファイアーがコグマからハイスピード王座を奪取。7月26日の後楽園大会で、同じ大江戸隊のクリス・ウルフから防衛に成功。
- 8月23日に開幕した5★STAR GPに、大江戸隊からは全て初出場の外国人選手4人（ハドソン・インヴィ、クリス・ウルフ、スター・ファイアー、ロサ・ネグラ）がエントリー。クリスは2戦目の紫雷イオ戦で脳震盪を起こし残る3試合の欠場を余儀なくされるが（結果は5戦全敗で勝ち点0）、インヴィは勝ち点8でブルースターズブロックを首位通過すると、決勝で宝城カイリに敗れたものの準優勝という健闘を見せる。
  - この2015年の5★STAR GPは、12人中初出場が7人を占め、はづき蓮王が家庭の事情で直前に欠場となるなど、スターダム所属選手が5名しかエントリーしていないという大会であった。
- 9月23日、5★STAR GP最終戦となる後楽園大会で、安川と木村が同時に復帰。2人がタッグを組み、加藤悠・渡辺桃組に勝利。大会後安川は、5★STAR GPで優勝を飾った宝城に対して、10月の後楽園大会でのシングルマッチを要求（10月11日にシングルを行い、宝城に敗戦）
- 12月1日、安川が記者会見を行い、視力の回復が困難と判明したため、12月23日の後楽園大会をもって引退を表明。
- 12月23日、後楽園大会で安川が引退。ただし、当面はマネージャーとして大江戸隊を支えていくことも表明。

### 2016年
- 1月30日、木村が1年後の2017年1月での引退を宣言。
- 3月、この頃からフリーの立場でスターダムに参戦を始めていた花月に対して、木村と安川が大江戸隊への勧誘を開始。
- 4月17日、新木場大会で、花月がタッグパートナーであるリジー・スタイルズを裏切ってバットで殴打。大江戸隊に電撃加入を果たす。
- 5月15日、後楽園において、新加入の花月と木村のタッグでゴッデス・オブ・スターダム王座に挑戦表明。また、この大会をもって安川が大江戸隊を離れる。[4]
- 6月16日、後楽園ホールで、花月・木村タッグが、10回連続防衛中のサンダーロック（紫雷イオ・岩谷麻優組）からゴッテス王者を奪取
- 9月22日、後楽園大会で、「新メンバーX」として、木村の娘である木村花が大江戸隊に加入。
  - 10月2日の新木場大会において、木村響子・木村花・花月組でアーティスト・オブ・スターダム王座を奪取。相手はスリーダム（岩谷麻優・紫雷イオ・宝城カイリ）

### 2017年
- 1月8日、新宿FACEでのプロレスリングWAVEの大会に木村響子と花月のタッグが出場。WAVE認定タッグ王者に挑むが、王者組（水波綾・大畠美咲）に敗れる。
- 1月22日、木村響子の引退興行。大江戸隊リーダーの象徴である十手が木村から花月に手渡され、花月が3代目リーダーとなる。
- 2月23日、後楽園大会において、クリス・ウルフが、岩谷麻優、花月との3Wayマッチを制して、ハイスピード王者を戴冠。
- 4月13日、リーダーである花月が無期限休養宣言。クリス・ウルフも長期の海外遠征中であり、実質的に木村花1名のみでユニット活動を行う。
  - この状況を打開すべく、木村は岩谷麻優への勧誘を開始。

- 6月11日、新木場大会で木村花が、岩谷の持つワンダー・オブ・スターダム王座に挑戦。木村が勝てばタイトルに加えて、岩谷が大江戸隊に加入、逆に木村が敗れると大江戸隊の解散が賭かった試合となるが、終盤に突如花月が乱入し岩谷を攻撃したため、木村の反則負けとなる。試合後のマイクで、花月は自身の復帰と、大江戸隊の活動継続を宣言。
- 6月21日、後楽園ホールにおいて花月・木村花とのタッグでゴッデス・オブ・スターダム王座に挑戦（対戦相手は松本浩代・ジャングル叫女組）し勝利。翌年6月までの約1年間で8度の防衛を重ねる（花月・木村タッグは、2017年のスターダム最優秀タッグを獲得）。
  - この試合から、花月が右目に黒のペイントを施すようになる。またこの直後から、大江戸隊は入場する際にメンバー全員がリング上でダンスを披露するようになるなど、「新生・大江戸隊」が宣言される。[5]

- 7月16日、後楽園大会にて、中野たむがスターダム参戦を直訴。大江戸隊が中野への勧誘を開始。
  - 7月26日の新木場大会では、「査定マッチ」として中野とバイパーのシングルマッチが行われる（試合はバイパーの勝利）。

- 7月30日、新木場大会。花月・バイパー組が3wayタッグマッチに勝利するが、試合後にバイパーが大江戸隊を脱退し、クイーン ズクエスト（QQ）に加入。
- 9月10日、新木場大会での5★STAR GP公式戦、花月vs木村花後に、中野たむが正式に大江戸隊入り。
  - 直後の10月1日、負傷のため中野の長期欠場が発表されるが、欠場後もマネージャーとして大江戸隊のセコンドに付く[6]

- 9月18日の後楽園大会。5★STAR GPの最終日となったこの日、花月が「大江戸隊とQQの全面抗争」を宣言。[7]
- 10月14日の神戸大会から、大江戸隊のプロデュサーであるパンダのぬいぐるみ「P様」が登場。マネージャーの中野が主に管理する。[8]
- 11月2日、花月と中野が揃ってスターダムに正式所属となる。
- 11月4日の新木場大会において、プロレスリングWAVEを退団してフリーになっていた夏すみれが新メンバーとして大江戸隊に加入。しかし、リーダーの花月がメンバーに相談せず加入を決めたことに対して、木村と中野が反発。ユニット内に亀裂が入る。
  - 特に木村は、「セクシー担当は私がいるからキャラがかぶる」「ハイレグおばさん」「誰からも歓迎されていない」などとリング上でも夏に対して露骨な嫌悪感を露わにする。これに対して花月は、「無断で加入を決めたことは悪かったが、花もたむも考え方が幼すぎる」と苛立ちを見せるなど、ユニット内での不協和音が広がる。

- 11月5日、博多スターレーンでのGODDESSES OF STARDOM～タッグリーグ最終戦で、大向美智子が大江戸隊のサプライズメンバーとして登場。セコンドに入るが、花月のブルーミストの誤爆を受ける。
- 12月24日、後楽園ホールでのゴッデス・オブ・スターダム王座タイトルマッチ（花月・木村 組vs ジャングル叫女・刀羅ナツコ組）において、リング上で孤立し集中攻撃を受けていた木村を、セコンドの夏が身を挺して救出。このアシストもあり、大江戸隊組がタイトル防衛に成功。試合後、夏を含めた大江戸隊の全メンバーが握手して和解を果たす。

### 2018年
- 1月3日、新木場大会のメインイベント（大江戸隊 vs QQのタッグマッチ）後、1月21日に5対5の勝ち抜き戦を行うことを決定。また、中野たむが、その勝ち抜き戦で復帰することを宣言。
- 1月21日、後楽園でのスターダム7周年記念興行において、大江戸隊とQQの間で、5対5の勝ち抜き戦がルーザーリーブルールで行われる（花月・木村・夏・クリス・中野組 vs 紫雷・バイパー・HZK・渡辺桃・AZM組）。事前の抽選で決められた両軍の大将である中野たむと渡辺桃の2名が最後に残り、中野が敗北。これにより中野は、復帰初戦で大江戸隊を脱退することとなる。
- 3月25日。大江戸隊創設メンバー最後の1人であったクリス・ウルフが、スターダム退団に伴い大江戸隊を脱退。
- 4月15日。この年から始まったユニット再編ドラフト会議において、HZK（大江戸隊加入後は「葉月」に改名）、山口菜緒、マルティナを獲得。
- 5月20日、新木場大会。この日が自身の誕生日となる山口が、体調不良を理由に欠場。この後、引退まで選手としてリングに上がることはなく、大江戸隊にはマネージャーとして帯同（入場時のダンスなどには参加）。
- 6月9日、神奈川ラジアントホールにて、花月がトニー・ストームの持つワールド・オブ・スターダム王座に挑戦し、王座を奪取。大江戸隊として初の赤いベルトを手にする。
  - 試合後のマイクパフォーマンスで、「これから花月内閣を発足させる！」と宣言し、以後「花月総理」と呼ばれるようになる。この直後、スターダムの公式Yutubeチャンネルで「大江戸国会」がリリースされる。[9]
- 9月9日、新木場大会。3Wayタッグマッチ中、メキシコ遠征から帰国したばかりの木村がパートナーの花月をボードで誤爆。試合後、「物事にはいろいろな面がある。誤爆と感じるか、わざとだと思うかは人それぞれ」と意味深なコメントを残す。[10]
- 9月24日、後楽園での5★STAR GP最終戦。中野たむと対戦中の花月に対して、木村が凶器で攻撃し中野の勝利をアシスト。試合後、木村は「花月さん、あなたもすっかり会社に飼い慣らされましたね」と言い残し、大江戸隊との決別を宣言。
- 10月23日。後楽園ホールで、花月の持つ赤のベルトに木村花が挑戦。大江戸隊を離反した直後の木村との遺恨マッチとなり、時間無制限、場外カウント＆反則裁定なし、凶器使用・セコンド介入も無制限というルールで開催される。試合は、花月が変形アームロックで木村を失神させレフェリーストップ勝ちで王者を防衛。[11]

### 2019年
- 1月2日、新木場大会。大江戸隊と、木村花率いる多国籍軍（後のTokyo Cyber Squad）との6人タッグマッチにおいて、ジェイミー・ヘイターが多国籍軍を裏切って大江戸隊に加入。
- 1月27日、エディオンアリーナ大阪での「スターダム8周年記念日in大阪」において、花月が持つワールド・オブ・スターダム王座に葉月が挑戦。大江戸隊同士の対決となるが、20分を超える激闘の末、花月が変形三角締めでレフェリーストップを奪い、防衛に成功。「試合に集中して欲しい」という花月の要望により、この試合は観客の写真撮影が禁止された。
- 2月17日の後楽園大会において、花月が以前から予告していた「新メンバーX」として、前年にセンダイガールズプロレスリングを退団してフリーとなっていたアンドラス宮城が大江戸隊に加入。
- 3月28日、後楽園大会において、山口菜緒が引退。
- 4月13日、横浜ラジアントホールにて、大江戸隊とQQで「マスカラ・コントラ・ダンス」が行われる（花月・夏・葉月 vs 渡辺桃・小波・AZMの3本勝負）。QQが勝てば大江戸隊のダンスを封印、大江戸隊が勝てばQQのオーバーマスクを封印というルールで、大江戸隊が敗れたため、以降入場時のダンスが封印される。
- 4月14日。2回目のドラフト会議が行われ、ユニット解散となったJAMから刀羅ナツコが加入。
- 5月5日、新木場にて大江戸隊プロデュース興行が行われ、岩谷麻優が特別リングアナウンサーを務める。また、この日、アンドラス宮城が正式にスターダムに入団することが発表される。
- 7月20日、大阪大会。花月・夏・宮城のタッグでアーティスト・オブ・スターダム王座を獲得（相手は、岩谷・鹿島・中野組）。夏と宮城にとっては、スターダム時代唯一のベルトとなる。
- 8月10日の後楽園大会において、アーティスト・オブ・スターダム王座をめぐり、大江戸隊同士のタイトルマッチとなる（王者組：花月・夏・宮城 vs 挑戦者組：葉月・刀羅・ヘイター）。結果は、王者組が防衛に成功。
- 11月、GODDESS OF STARDOM タッグリーグ戦に花月・宮城組で出場するが、リーグ戦において連係ミスや誤爆を連発。11月15日のリーグ最終戦では、宮城が花月に対して意図的と思える攻撃を繰り出すなど、不穏な空気が流れる。
- 11月23日、新木場大会。アーティスト・オブ・スターダム王座防衛戦において、宮城がタッグパートナーである花月・夏に対して攻撃を加えるなど造反し、挑戦者組（林下・渡辺桃・AZM）に敗れる。試合後、花月が宮城のユニット追放を宣言。
- 11月24日の新木場大会において、葉月が年内最終戦となる12月24日をもって引退することを突如発表。
- 12月15日、新木場大会。引退が決まっている葉月の全員掛けが行われる。また、同日夜には、夏すみれの自主興行「Forever」が同じく新木場で行われ、大江戸隊としての葉月の最後のタッグマッチとなる。
- 12月24日、後楽園大会。同じ大江戸隊の刀羅ナツコとのシングルマッチをもって葉月が引退（2021年に現役復帰）。また、同大会において、花月が岩谷麻優の持つワールド・オブ・スターダム王座に挑戦するが敗戦。
- 12月25日、赤いベルトへの挑戦から一夜明けたこの日、花月が記者会見を開き、2020年1月をもってスターダムを退団し、翌2月に引退することを電撃発表。
  - これにより、わずか2か月の間で3人の選手が大江戸隊を離れるという事態となり、ユニットに所属する日本人選手が、夏すみれと刀羅ナツコの2人となる（夏はフリーのため、スターダムに所属する日本人選手は、大江戸隊加入から1年も経っていないナツコ1人の状態）。

### 2020年
- 1月3日、新木場大会。花月・木村花 vs 岩谷麻優・鹿島沙希のタッグマッチにおいて、鹿島が突如岩谷を殴打し、STARSから離脱。試合後のバックステージでの夏とナツコの熱烈な勧誘により、鹿島は大江戸隊に加入。[12]
  - この試合は、かつての名タッグである花月・木村組が一夜限りで復活し、ゴッデス・オブ・スターダム王座を奪われた因縁の相手である岩谷・鹿島組と対戦するという、花月引退ロードの1つと目されていたが、突然の裏切りにより鹿島が主役の座を奪う形となった。
  - 加入直後の鹿島は、大江戸隊仕様のコスチュームが間に合わず、しばらくの間、夏すみれのコスチュームを着用して試合を行っていた。

- 1月19日の後楽園大会で、ユニットを超えてタッグを組んでいたジェイミー・ヘイター＆ビー・プレストリー組が、ジャングル叫女＆小波組を破りゴッデス・オブ・スターダム王座を戴冠。ビーは、この日のメインイベントで敗れた渡辺桃に対してリング上で攻撃を加え、QQを離脱して大江戸隊に加入することを宣言。これを機に、ビーは渡辺に対して「オマエ、ショッパイ」という挑発を繰り返すこととなる。
- 2月8日、後楽園大会。この大会から大江戸隊は入場テーマ曲とガウンを一新し、リニューアルを宣言する。
- 2月15日の新木場大会で、引退する花月に対して全員掛けが行われる。試合後、花月から刀羅ナツコへ十手が手渡され、ナツコが4代目リーダーとなる。
- 6月。木村花をなくしリーダー不在となったTOKYO CYBER SQUAD（TCS）に対し、ナツコが「リーダーが急にいなくなった状況は大江戸隊もTCSも同じだが、TCSは覇気もなくなってしまって、無くても困らない」と挑発を開始。
- 10月3日の横浜武道館大会において、大江戸隊（ナツコ・鹿島組）とTCS（ジャングル叫女・小波組）との間で、負けたユニットが解散となるタッグマッチがノーDQルールで行われ、試合終盤に小波が叫女を裏切り大江戸隊が勝利。TCSは解散となり、小波は大江戸隊に加入する。[13]
- 10月29日、後楽園大会。第1試合の5wayマッチにおいて、TCS解散に伴いSTARS所属となっていた吏南が、鹿島のアシストにより勝利。試合後のバックステージにおいて、「自分の求めてないSTARSにいても成長できる気が全くしなかったし、あんなキラキラしてるの自分に合わない。自分はもっと成長するために大江戸隊に入った」と大江戸隊に加入したことを宣言。[14]

## メンバー

### 最終所属
| メンバー      | 加入           | 備考                                                               |
| ------------- | -------------- | ------------------------------------------------------------------ |
| 刀羅ナツコ    | 2019年4月14日  | 4代目リーダー                                                      |
| 吏南          | 2020年10月29日 | STARSから移籍                                                      |
| 琉悪夏        | 2021年2月20日  | STARSから移籍                                                      |
| フキゲンです★ | 2021年4月4日   | フリーランス、STARSから移籍                                        |
| 渡辺桃        | 2021年12月18日 | QQから移籍                                                         |
| テクラ        | 2024年4月27日  | DDMから移籍                                                        |
| 小波          | 2024年7月23日  | 2020年10月3日に加入、2021年12月31日に脱退。2024年7月23日に再加入。 |

### 過去
| メンバー                     | 加入          | 脱退           | 備考                                         |
| ---------------------------- | ------------- | -------------- | -------------------------------------------- |
| 木村響子                     | 2015年1月18日 | 2017年1月22日  | 2代目リーダー、初期メンバー                  |
| 安川惡斗                     | 2015年1月18日 | 2015年12月23日 | 初代リーダー、初期メンバー                   |
| クリス・ウルフ               | 2015年1月18日 | 2018年3月25日  | 初期メンバー                                 |
| ヘイディ・ラブラス           | 2015年1月18日 | 2015年4月4日   | 初期メンバー                                 |
| ハドソン・インヴィー         | 2015年1月18日 | 2015年10月10日 | 初期メンバー                                 |
| ドラゴ二ータ                 | 2015年1月18日 | 2015年3月29日  | 初期メンバー                                 |
| サンダー・ロサ               | 2015年4月12日 | 2017年5月19日  |                                              |
| スター・ファイヤー           | 2015年5月6日  | 2015年9月23日  |                                              |
| ニッキー・ストーム           | 2015年6月14日 | 2015年7月26日  |                                              |
| ラ・ロサ・ネグラ             | 2015年8月23日 | 2017年5月19日  |                                              |
| ハリデッド                   | 2015年11月3日 | 2017年5月19日  |                                              |
| ケイトリン・ダイヤモンド     | 2016年1月17日 | 2016年4月2日   |                                              |
| バイパー                     | 2016年1月17日 | 2017年7月30日  |                                              |
| ディオサ・アテネア           | 2016年4月17日 | 2016年7月9日   |                                              |
| 花月                         | 2016年4月23日 | 2020年2月24日  | 3代目リーダー、引退                          |
| リア・ヴォーン               | 2016年5月29日 | 2016年8月5日   |                                              |
| 木村花                       | 2016年9月22日 | 2018年9月24日  | TCS結成                                      |
| 中野たむ                     | 2017年9月10日 | 2018年1月21日  | 大将追放マッチで敗北                         |
| 夏すみれ                     | 2017年11月4日 | 2021年9月30日  | 怪我の手術のため欠場、正式な脱退は2022年11月 |
| 葉月                         | 2018年4月15日 | 2019年12月24日 | 引退、2021年10月に再入団                     |
| ”セッション・モス“マルティナ | 2018年4月15日 | 2020年1月4日   |                                              |
| 山口菜緒                     | 2018年4月15日 | 2018年6月5日   |                                              |
| ジェイミー・ヘイター         | 2019年1月3日  | 2020年11月15日 |                                              |
| アンドラス宮城               | 2019年2月17日 | 2019年11月23日 | 追放                                         |
| ビー・プレストリー           | 2020年1月19日 | 2021年4月4日   | 契約満了により帰国                           |
| 鹿島沙希                     | 2020年1月3日  | 2023年6月25日  | 敗者強制脱退金網マッチで敗北                 |
| スターライト・キッド         | 2021年6月12日 | 2024年4月27日  | 追放                                         |

### 大江戸隊時代のタッグチーム
| チーム名                   | メンバー                         | 活動期間  |
| -------------------------- | -------------------------------- | --------- |
| Twisted Sisters            | ハリデッド サンダー・ロサ        | 2015-2017 |
| Black Widows               | ビー・プレストリー 小波          | 2020-2021 |
| 豚もやし炒め （Devil Duo） | 刀羅ナツコ 鹿島沙希              | 2020-2023 |
| 東スポ大好き！             | 鹿島沙希 フキゲンです★           | 2021-2023 |
| YoungOED                   | スターライト・キッド 琉悪夏 吏南 | 2021-2024 |
| BLACK DESIRE               | スターライト・キッド 渡辺桃      | 2022-2024 |

## 戦績

### タイトル・賞
- スターダム
  - ワールド・オブ・スターダム王座 (1回) – 花月[16]
  - ワンダー・オブ・スターダム王座 (1回) – 安川惡斗[17]
  - ゴッデス・オブ・スターダム王座 (4回) – 花月&木村響子 (1)、花月&木村花 (1)、ビー・プレストリー&ジェイミー・ヘイター (1)、ビー・プレストリー&小波 (1)、スターライト・キッド&渡辺桃 (1)[18]
  - アーティスト・オブ・スターダム王座 (3回) – 木村花&花月&木村響子 (1)、アンドラス宮城&花月&夏すみれ (1)、ビー・プレストリー&刀羅ナツコ&鹿島沙希 (1)[19]
  - ハイスピード王座 (5回) – スター・ファイヤー、ラ・ロサ・ネグラ、クリス・ウルフ、葉月、スターライト・キッド[20]
  - SWA世界王座 (2回) – ジェイミー・ヘイター、ビー・プレストリー[21]
  - フューチャー・オブ・スターダム王座 (1回) - 琉悪夏[22]
  - STARDOM 5★STAR GP
    - ベストマッチ賞
      - (2017) – 葉月&花月vs紫雷イオ&岩谷麻優

  - 技能賞 (2021) – スターライト・キッド[23]
  - スターダムアワード (6回)
    - ベストタッグ賞 – 花月&木村花 (2017)
    - ベストユニット賞 (2021)
    - 殊勲賞 – ビー・プレストリー (2020)
    - 技能賞 – 小波 (2020)
    - 敢闘賞 – 安川惡斗 (2015)
    - SHINING賞 – スターライト・キッド (2021)[24]

### コントラ戦
| 勝者 (wager)                                                  | 敗者 (wager)                                            | 場所                   | イベント名                        | 日付           | 備考   |
| ------------------------------------------------------------- | ------------------------------------------------------- | ---------------------- | --------------------------------- | -------------- | ------ |
| Queen's Quest (AZM&小波&渡辺桃) (マスク)                      | 大江戸隊 (HZK&花月&夏すみれ) (ダンス)                   | 横浜ラジアントホール   | Stardom Glory Stars 2019          | 2019年4月13日  | [ 25 ] |
| 大江戸隊 (スターライト・キッド&小波&琉悪夏&鹿島沙希) (マスク) | Queen's Quest (渡辺桃&林下詩美&上谷沙弥&AZM) (リーダー) | エディオンアリーナ大阪 | OSAKA SUPER WARS ～大阪超女大戦～ | 2021年12月18日 | [ 26 ] |